# Dolichocephala austriaca
Dolichocephala austriaca är en tvåvingeart som beskrevs av Vaillant 1968. Dolichocephala austriaca ingår i släktet Dolichocephala och familjen dansflugor. Inga underarter finns listade i Catalogue of Life.